# Nền văn minh Andes

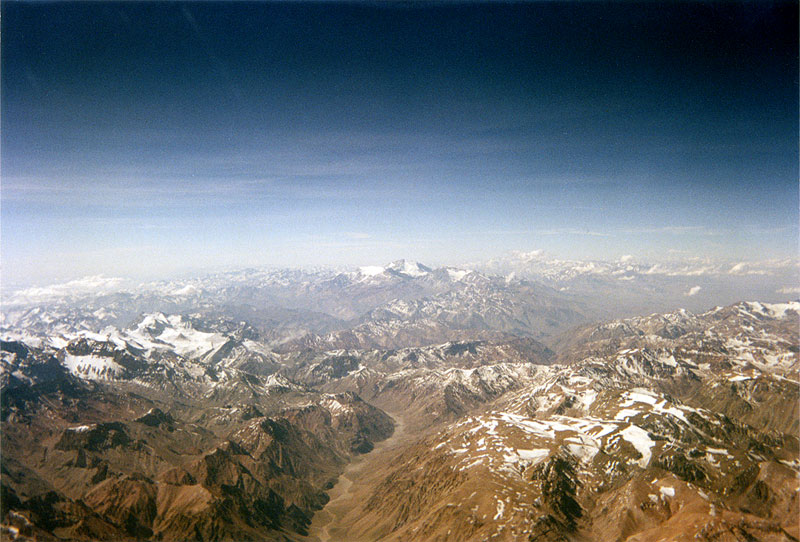
Vùng núi Andes giữa Chile và Argentina

Vào thời kỳ trước khi Christopher Columbus đến châu Mỹ, ở Nam Mỹ từng tồn tại nền văn minh cổ đại lâu đời của người thổ dân châu Mỹ, gọi là nền văn minh Andes. Nền văn minh này có phạm vi phát triển trên một phạm vi rộng lớn, nằm giữa bờ biển Thái Bình Dương và dãy núi Andes ở Nam Mỹ, trải dài từ vĩ độ Nam 2 đến vĩ độ Nam 34, thuộc lãnh thổ các nước Peru, Bolivia, Colombia, Ecuador và Chile ngày nay.
Đó là khu vực, nhìn chung, có điều kiện khắc nghiệt. Ngoài vùng duyên hải và một vài đồng bằng nhỏ có điều kiện trồng trọt thuận lợi, còn lại phần lớn là các núi non hiểm trở, rừng nhiệt đới. Dãy núi Andes có nhiều ngọn núi cao quanh năm phủ kín tuyết, chạy xuyên suốt từ Bắc xuống Nam. Rải rác giữa các núi đồi trùng điệp là những hồ lớn như Poopó (Bolivia), Uyuni (Bolivia) và rộng nhất là hồ Titicaca (nằm trên đường biên giới của Peru và Bolivia) có độ cao 3809 mét.
Khí hậu vùng Andes thay đổi tùy theo độ cao và khá thất thường: buổi sáng có thể ấm áp nhưng trưa lại có thể nóng bức như mùa hè và tối đến lại giá buốt như mùa đông. Vùng Andes thường xảy ra động đất, cũng như thời tiết rất khác nhau trong ngày. Vùng Andes cũng có nhiều núi lửa đã tắt như Chimborazo, Cayambe, El Altar... và các núi lửa đang hoạt động như Cotopaxi, Antisana... (tất cả nằm tại Ecuador).
Tuy vậy ở vùng Andes lại có rất nhiều mỏ kim loại như đồng, chì, thiếc, kẽm, bạc, vàng... và rất nhiều loại đá quý cũng như các loại đá xây dựng khác.
Những yếu tố trên tạo nên một điều kiện thuận lợi cho những cư dân đầu tiên hình thành và phát triển. Những cư dân đầu tiên, xuất hiện rất sớm và biết khai thác những điều kiện thuận lợi của vùng Andes, đồng thời biết đấu tranh bền bỉ với các yếu tố khắc nghiệt để tồn tại và tạo ra một sắc thái riêng biệt. Các nhà khảo cổ cũng khám phá ra nền văn minh này khá muộn, và hiện nay việc khám phá đang hé lộ dần những thành tựu kinh ngạc mà nền văn minh này có được. Nền văn minh Andes được khẳng định là nền văn minh sớm nhất khu vực Nam Mỹ.

## Nền văn minh tiền Inca

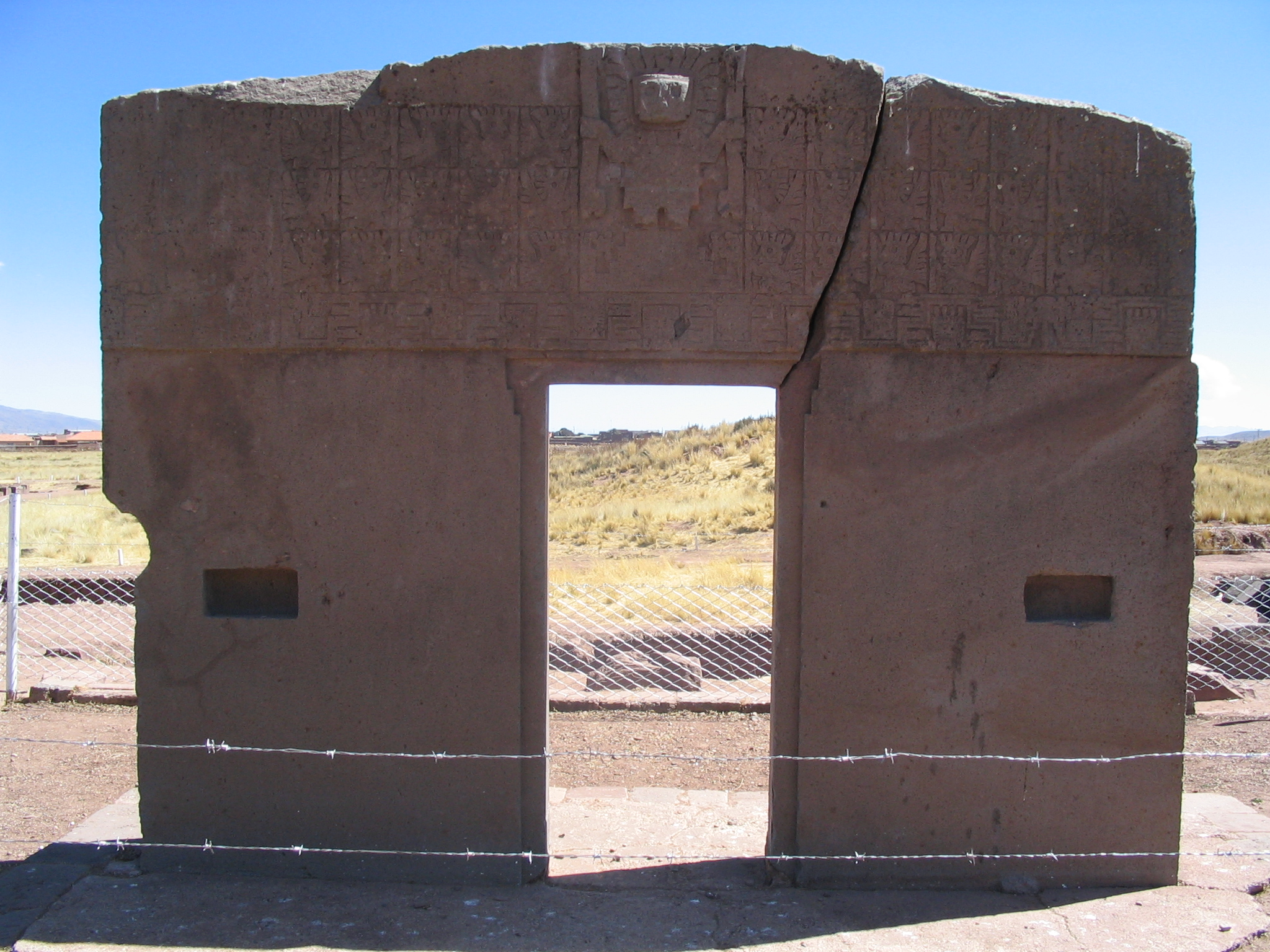
Cổng đền thờ mặt trời Tiwanaku

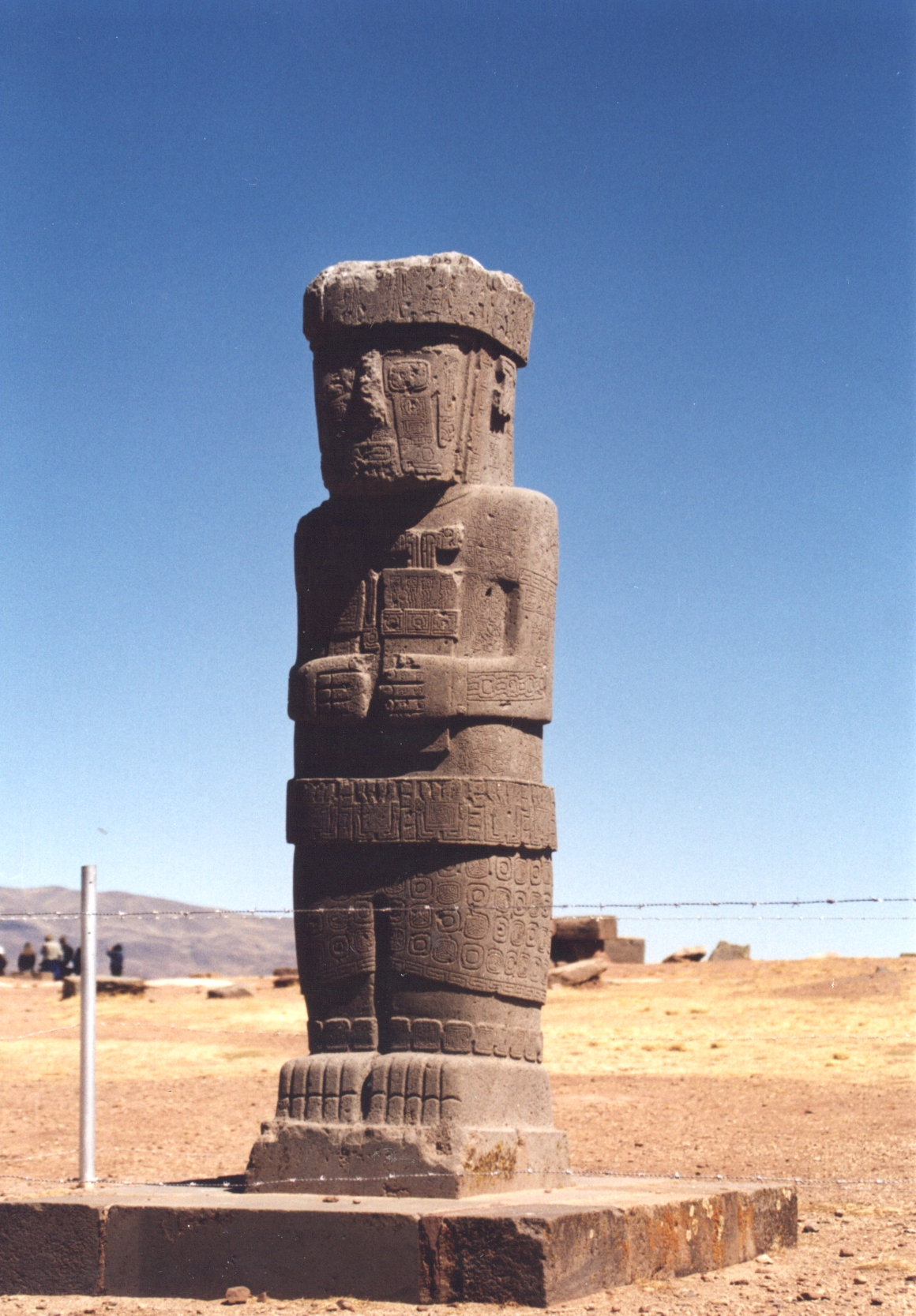
Tượng người ở Tiwanaku

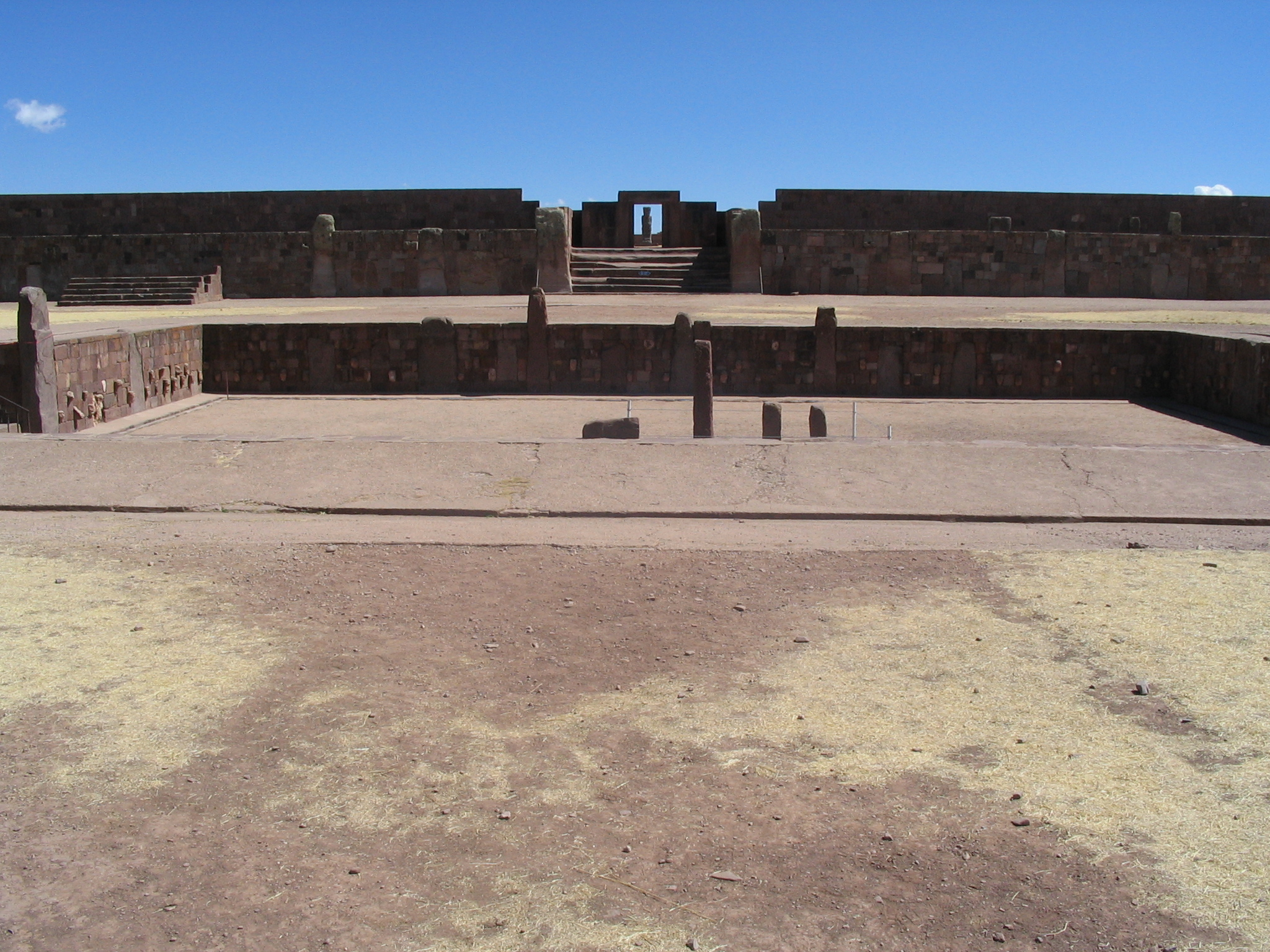
Di tích đền thờ ở Kalasasaya

Bằng chứng về một nền văn minh xưa nhất ở đây vẫn còn được giữ lại. Đó là di tích thành phố cổ Tiahuanaco (hay Tiwanaku), nằm gần hồ Titicaca. Tuy bị đổ nát hoang tàn, nhưng những di tích còn lại chứng minh đã từng tồn tại những công trình kiến trúc đồ sộ và tuyệt đẹp như: các đài tế lễ và các kim tự tháp. Đáng chú ý là di tích đền thờ Mặt Trời Kalasasaya bằng đá khối rất lớn và kim tự tháp Acapana.
Theo học giả người Mỹ Actua Pôzơnanski (Arthur Broznansky?) thì niên đại của thành phố Tiahuanaco ở vào khoảng 14.000 đến 10.000 năm cách ngày nay. Sau thời kỳ cách nay 10.000 năm do một thảm họa chưa được xác định và nghiên cứu đầy đủ, thành phố Tiahuanaco bị tán phá. Có một vài học giả cho rằng, sự xuất hiện và phát triển của thành phố Tiahuanaco còn sớm hơn rất nhiều so với giả thuyết của Pôzơnanski (Broznansky?).
Ở cùng núi Andes, cụ thể là cao nguyên Nazca (Peru) hiện nay còn bảo tồn gần như nguyên vẹn những đường rãnh kỳ lạ trên mặt đất. Nhưng đường rãnh này rộng chừng 20 cm, sâu chừng 35 cm và có chiều dài hàng kilômét. Có giả thuyết cho rằng những đường rãnh này là một hệ thống thủy nông nhân tạo. Nhưng sau này người ta đã xác định bằng không ảnh là các hình vẽ khổng lồ trải dài trên nhiều kilômét là các hình chim, thú và các hình kỷ học hà khác nhau. Thật là kỳ diệu, một khu triển lãm khổng lồ có một không hai này trên thế giới này cho thế hệ ngày nay biết được một trình độ cao của những cư dân đầu tiên ở Andes cách đây cả trên 14.000 năm.
Hiện nay các nhà khảo cổ học chưa xác định chính xác được niên đại của các hình vẽ vĩ đại trên, nhưng một thực tế không thể phủ nhận rằng chúng xuất hiện sớm hơn các nền văn minh khác còn lại đã được liệt kê đến trên 10.000 năm. Có điều gì bí ẩn ở đây chăng? Hiện tại vùng núi Andes vẫn còn chứa nhiều thông tin bí ẩn cần được khám phá và biết đâu đó, những di sản văn minh trên lại không thuộc về con người ngày nay.
Việc khám phá và tìm hiểu kỹ văn hóa Tiahuanaco và văn hóa Nazca là công việc phức tạp và lâu dài. Mới đây nhất, các nhà khảo cổ đã có những phát hiện gây kinh ngạc về thành tựu của nền văn minh cổ xưa này. Người ta còn gọi nền văn minh này với tên: nền văn minh tiền Inca. Kế thừa di sản và sự phát triển nền văn minh tiền Inca là nền văn minh được nhắc dưới đây, nền văn minh Inca.

### Thư viện hình của sa mạc Nazca

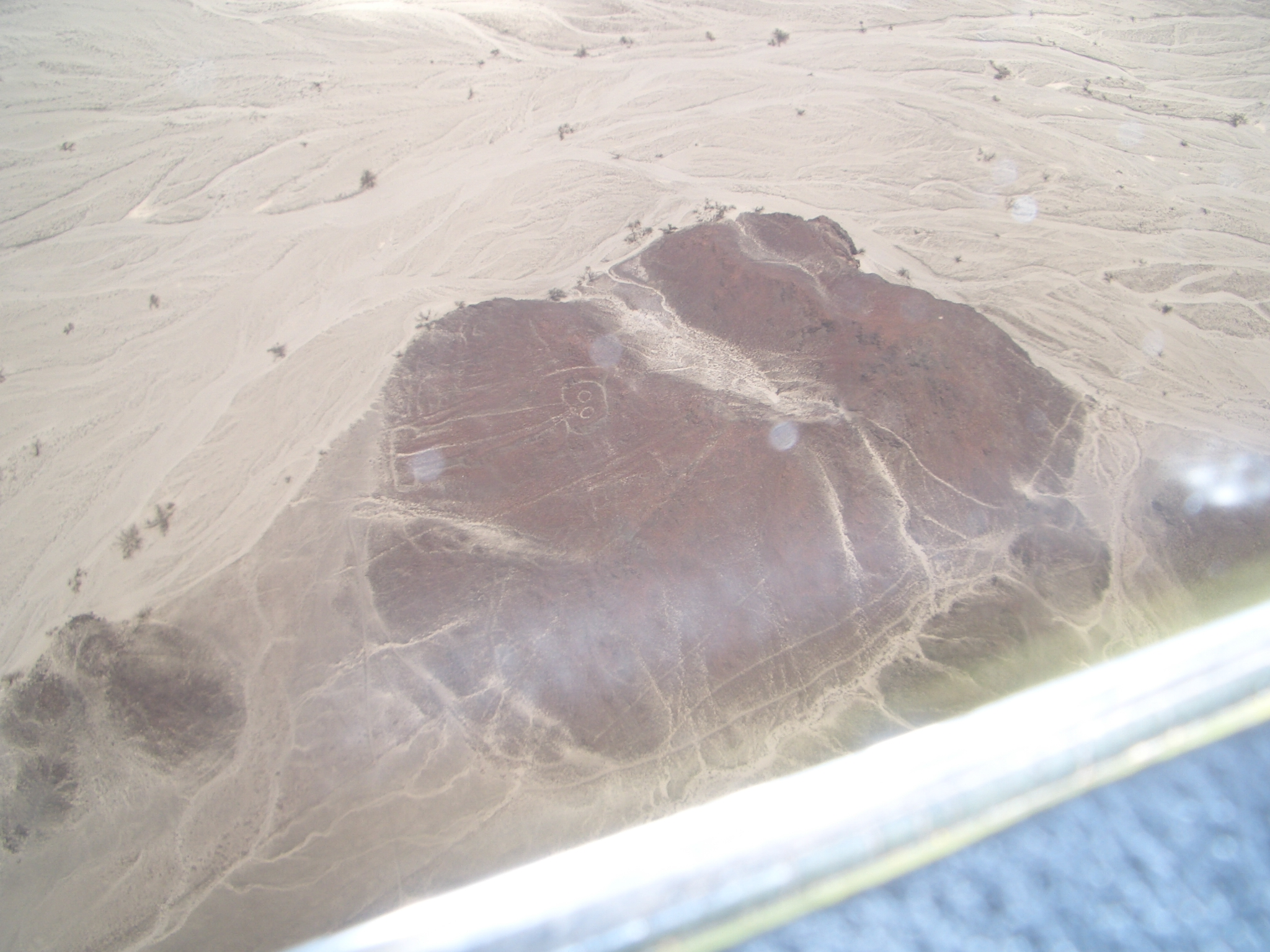
Một trong hàng chục bức tranh không ảnh tại Nazca
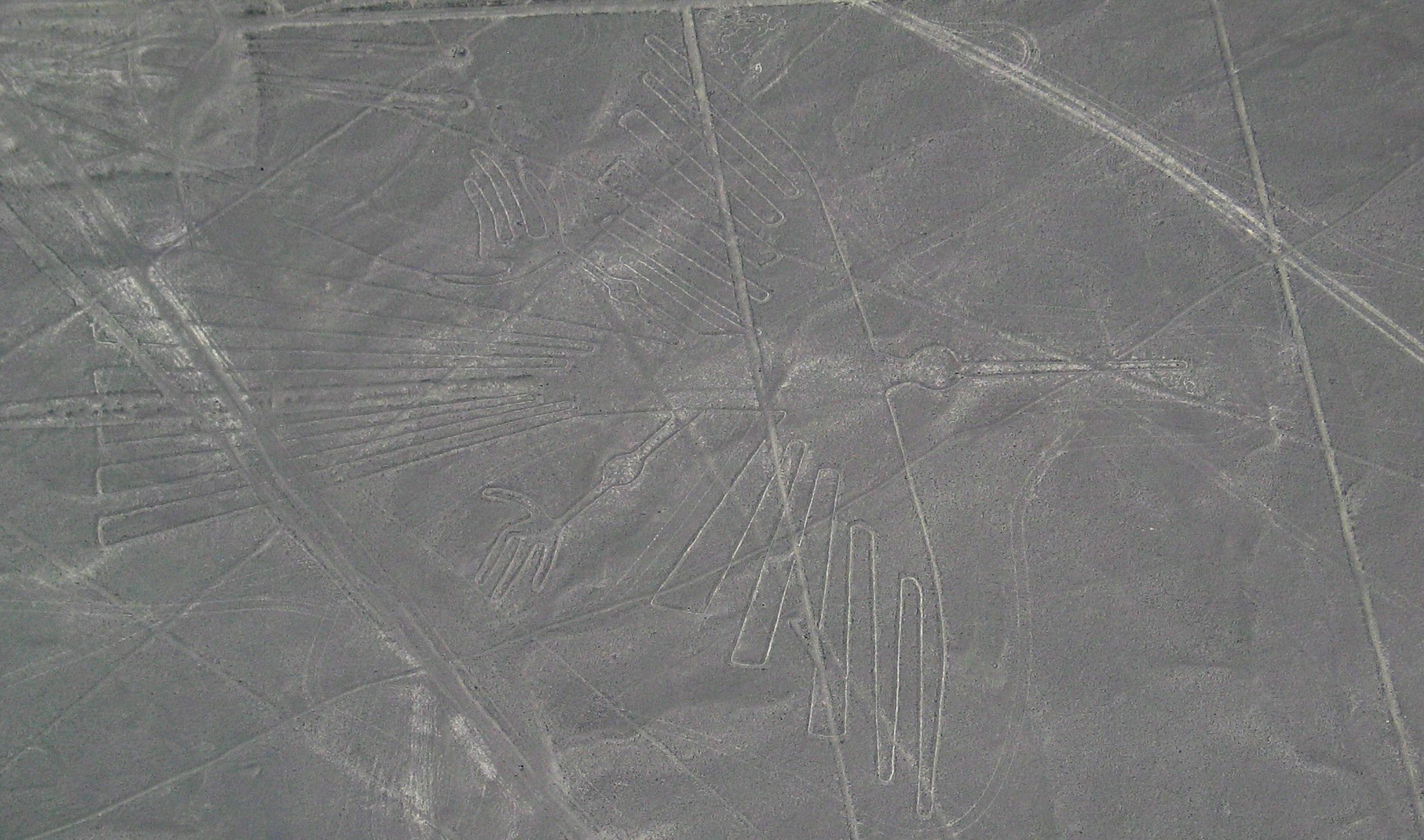
Một trong hàng chục bức tranh không ảnh tại Nazca
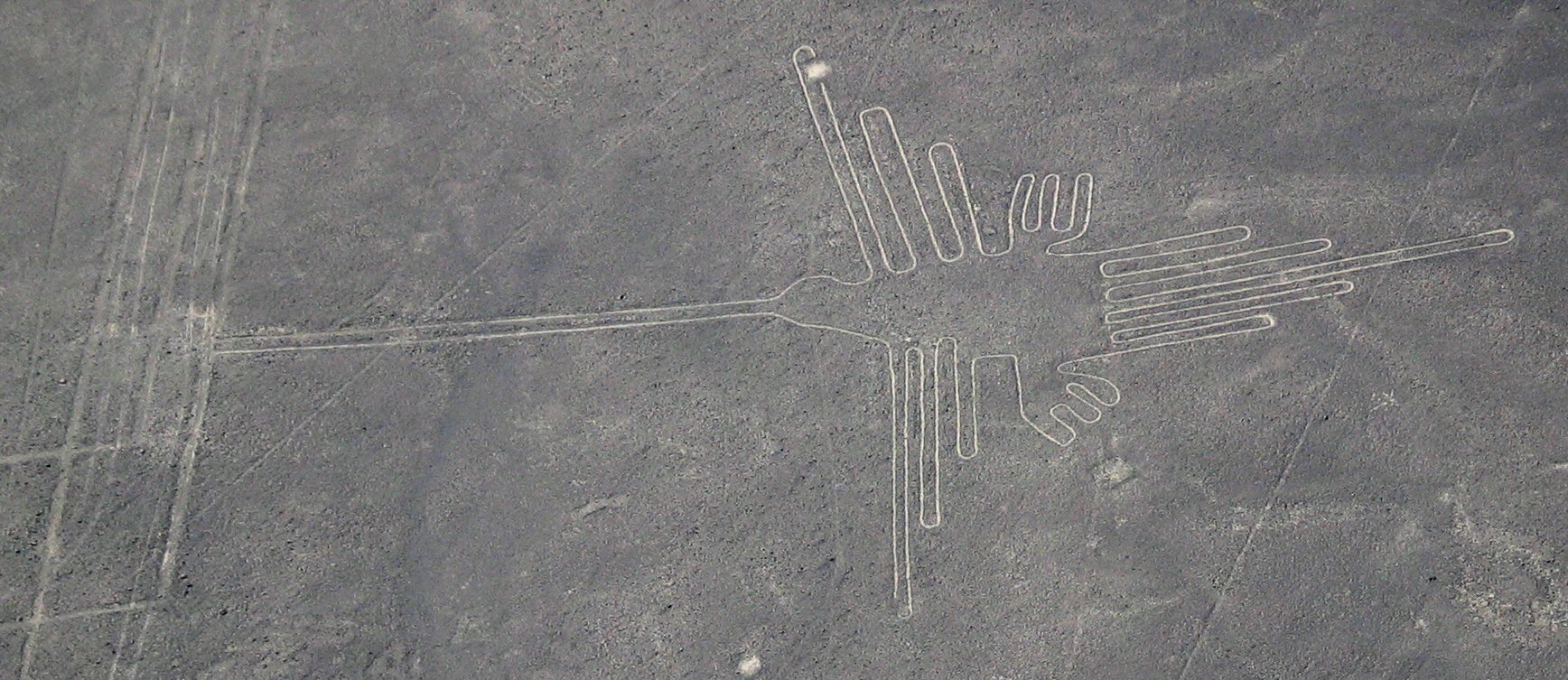
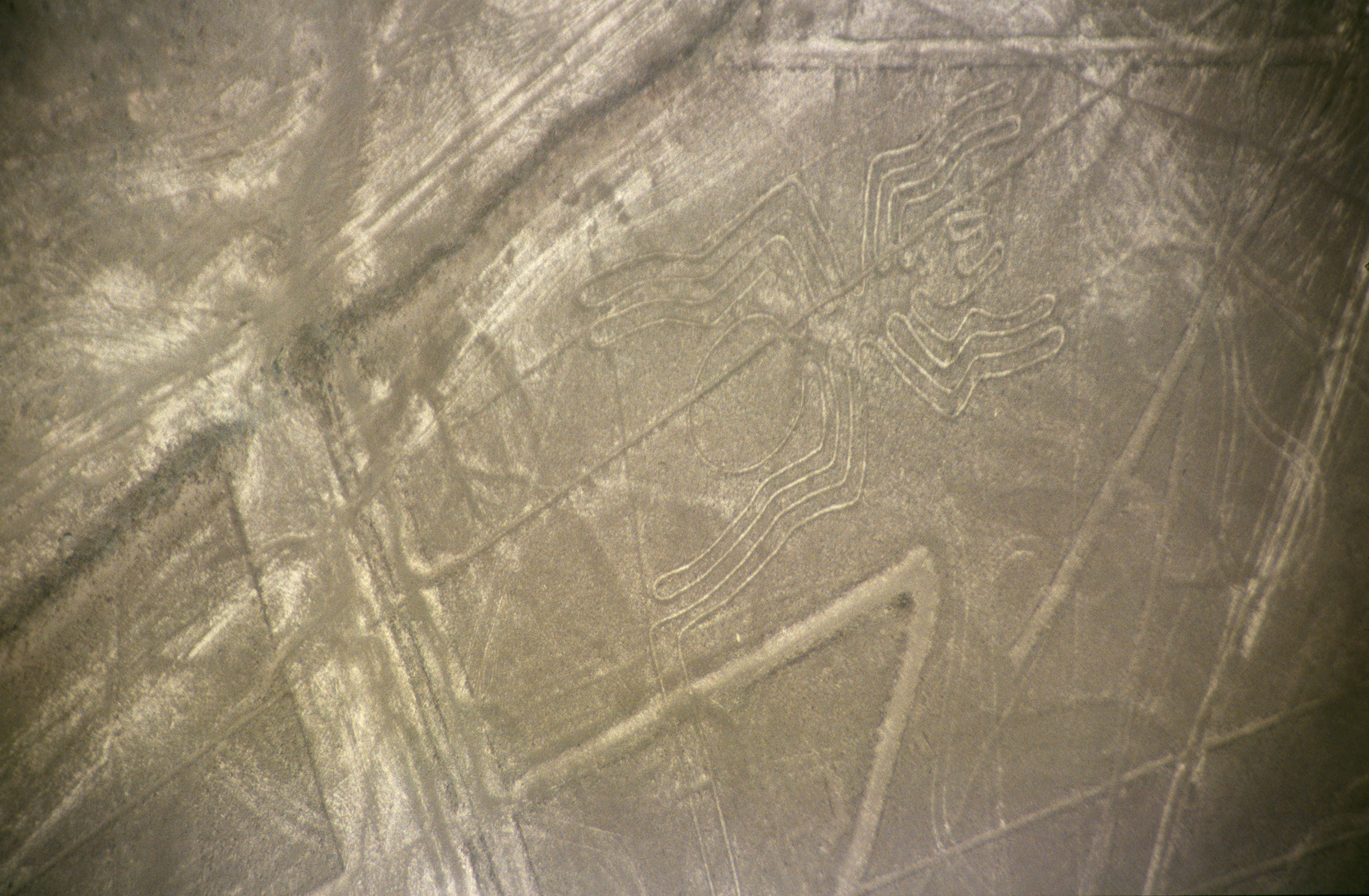

## Nền văn minh Inca

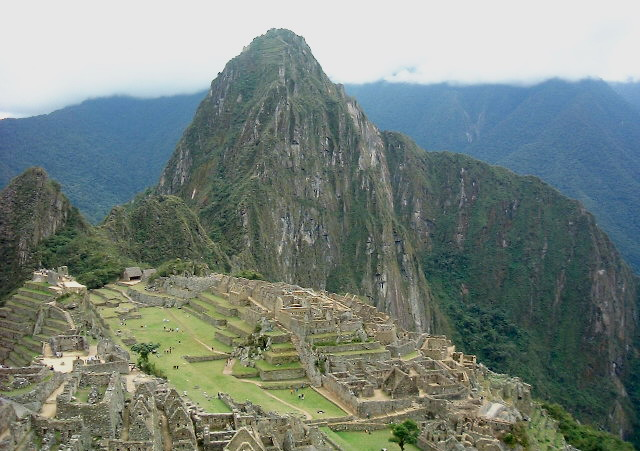
Machu Picchu trong nắng sớm

### Tổng quan
Lịch sử văn minh khởi điểm Inca có thể được xem rằng cách ngày nay khoảng 1.000 năm. Cũng như các nền văn minh cổ xưa, nền văn minh Inca được khảo sát khá đầy đủ và chính xác. Những điều được thể hiện và ghi lại bằng nhiều hình thức, văn hóa truyền khẩu, bia đá, chạm khắc, đồ châu báu vàng bạc và các hoa văn trên đồ thảm dệt.
Huyền thoại về sự giàu có vàng, bạc, đá quý đã lôi cuốn nhiều người phương Tây. Cách ngày nay khoảng 400 năm, đã xảy ra những cuộc cướp phá có hệ thống của thực dân xâm lược Tây Ban Nha. Những chiến lợi phẩm được chở về châu Âu và đã góp phần làm biến đổi nền kinh tế châu Âu khi đó. Sự tàn phá đã đẩy nền văn minh Inca chia rẽ và suy sụp sau đó.

### Lịch sử

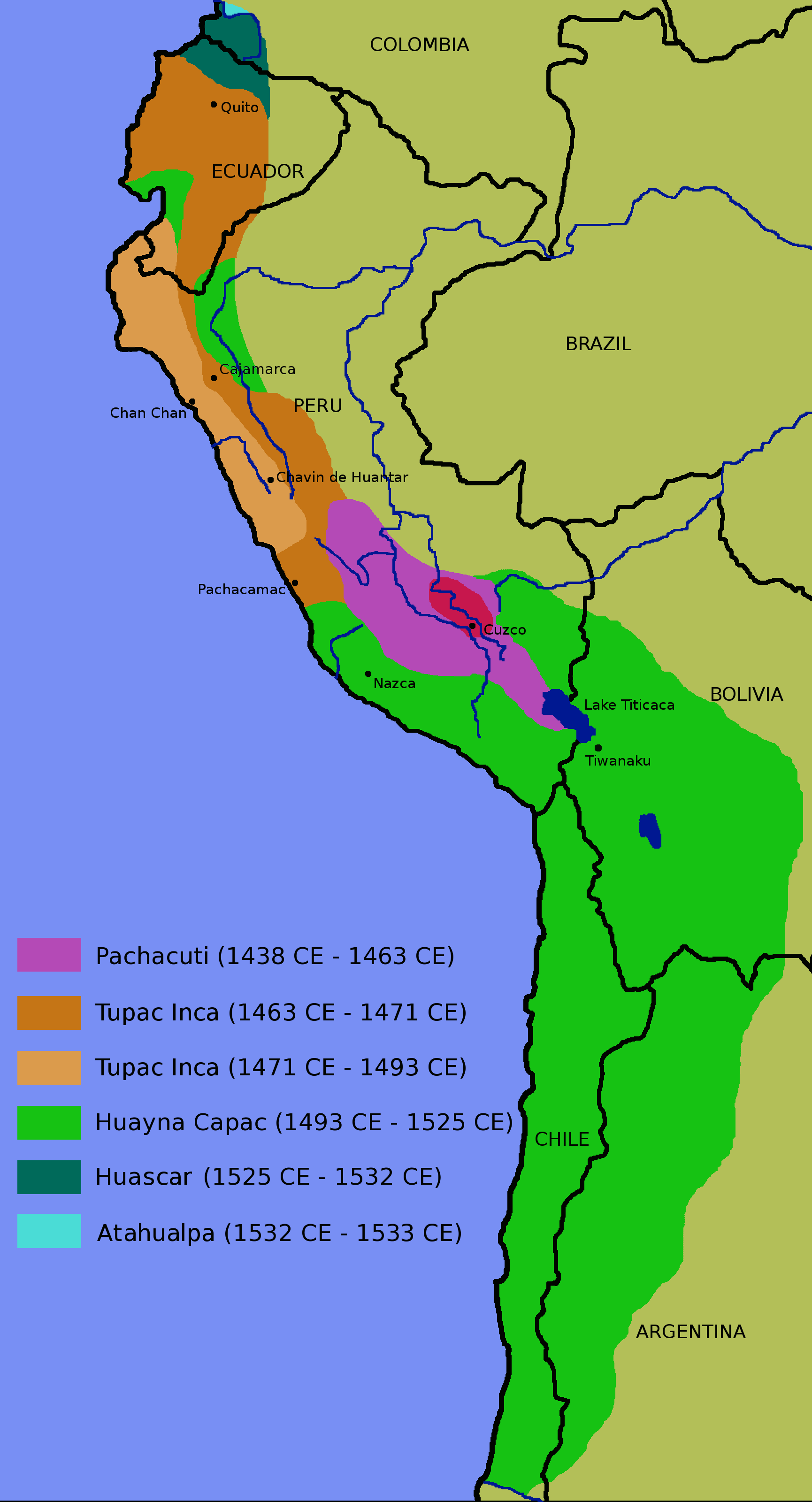
Bản đồ phân bố Đế chế Inca

Lịch sử của Đế chế Inca được chia thành 13 đời vua (hoàng đế) như sau đây:
1. Manco Capac (tiếng Quechua: Manqo Qhapaq), thường được xem như Thần Mặt Trời, trị vì vào khoảng đầu thế kỷ 13
2. Sinchi Roca (tiếng Quechua: Sinchi Roq'a Inka), trị vì vào khoảng 1230
3. Lloque Yupanqui (tiếng Quechua: Lloq'e Yupanki Inka), trị vì vào khoảng 1260
4. Mayta Capac (tiếng Quechua: Mayta Qhapaq Inka), trị vì vào khoảng 1290
5. Capac Yupanqui (tiếng Quechua: Qhapaq Yupanki Inka), trị vì vào khoảng 1320
6. Inca Roca (tiếng Quechua: Inka Roq'a), trị vì vào khoảng 1350
7. Yahuar Huacac (tiếng Quechua: Yawar Waqaq Inka), trị vì vào khoảng 1380
8. Viracocha (tiếng Quechua: Wiraqocha), trị vì vào khoảng 1410
9. Pachacuti Inca Yupanqui (tiếng Quechua: Pachakutiq), trị vì 1438-1471
10. Tupac Inca Yupanqui (tiếng Quechua: Tupaq Inka Yupanki), trị vì 1471-1493
11. Huayna Capac (tiếng Quechua: Wayna Qhapaq), trị vì 1493-1527
12. Huascar, trị vì 1527-1532
13. Atahuallpa (tiếng Quechua: Atawallpa), trị vì 1532-1533

Thật nhanh chóng và như có phép lạ, Đế chế Inca bành trướng lãnh thổ vào thời kỳ Pachacuti, là một vị vua dũng mãnh và nổi tiếng trong lịch sử Nam Mỹ. Pachacuti cùng con trai là Tupac Inca tạo được sức mạnh không thể ngăn nổi và nhanh chóng xâm chiếm nhiều vùng đất ở khu vực Andes và bắt đầu xây dựng vương quốc của mình. Pachacuti đồng thời cũng là một kiến trúc sư phác thảo kế hoạch xây dựng thành phố đồ sộ và truyền lại cho các vị vua sau một thủ đo thời sơ khởi ở Cuzco.
Kế hoạch tấn công của Pachacuti trước hết là những bộ lạc ở hồ Titicaca. Trận đánh tiếp theo chiếm giữ Cuzco, và đàn áp thành công các cuộc nổi dậy nhỏ. Thời gian tiếp theo Pachacuti tiếp tục chinh phục nhiều vương quốc hùng mạnh và văn hóa khác thuộc về phía Bắc của dãy Andes thuộc các quốc gia Ecuador và Peru ngày nay. Tupac Inca là người kế thừa di sản của cha mình để lại và tiếp tục tiến về phía Nam đến tận sông Maule của Chile. Nối tiếp là Huayna Capac tiếp tục xâm chiếm đến sông Ancasmayo thuộc Ecuador, hiện nay thuộc biên giới gữa Ecuador và Colombia.

### Địa lý
Người Inca tự gọi đế chế của mình là Tawantin Suyu trong tiếng Quechua của họ (sau khi bị xâm chiếm bởi người Tây Ban Nha, tên này được phiên âm sang tiếng Tây Ban Nha thành Tahuantinsuyu) và có nghĩa là "bốn vùng hợp nhất". Nó trải dài từ bắc tới nam suốt 2500 dặm dọc theo dãy Andes từ Colombia đến Chile và tây sang đông từ vùng khô cằn của vùng duyên hải Atcama đến vùng ẩm ướt của rừng nhiệt đới Amazon.
Người Inca thống trị dãy Andes, dãy núi cao và khắc nghiệt chỉ sau có dãy Himalaya. Cuộc sống hàng ngày của họ ở 15.000 feet trên mực nước biển và đời sống tôn giáo thì mở rộng lên tận 22.057 feet đến đỉnh núi lửa Llullaillaco ở Chile, nơi cúng tế cao nhất của người Inca được biết đến ngày nay. Những con đường núi và các bục cúng tế được xây dựng mất rất nhiều thời gian vận chuyển đất, đá và kéo lên những độ cao không người trú ngụ. Ngay cả với những bộ đồ leo núi cùng với dụng cụ chuyên dụng ngày nay cũng thật khó để có thể thích nghi với khi hậu, môi trường để cúng tế với tiết trời giá lạnh và thiếu nước như ở độ cao này thường xuyên như người Inca. Khả năng này của người Inca và sự thịnh vượng nhanh chóng của họ vẫn tiếp tục khiến các nhà khoa học ngày nay phải bối rối.
Ở độ cao này, Đế chế Inca là quốc gia lớn nhất trên Trái Đất mà ngày nay chỉ còn lại những dấu tích cho một thời huy hoàng. Sự giàu có và thịnh vượng của người Inca khiến các nhà khảo cổ và phân loại phải đến vùng núi Andes để tim ra nguyên nhân nào khiến một nền văn minh như thế đã bị diệt vong.

### Dân số
Tại thời điểm cao nhất, xã hội Inca có khoảng hơn 6 triệu người. Việc mở rộng bộ tộc và xâm chiếm các bộ tộc khác, nhu Paracas, người Inca bắt đầu củng cố đế chế của họ không chỉ bằng cách sáp nhập và thống trị các bộ tộc bị xâm chiếm mà còn phát triển một thứ ngôn ngữ chung được gọi là tiếng Quechua.

### Xã hội
Xã hội Inca cấu thành bởi các ayllu, là những tộc gia đình cùng sống và làm việc với nhau. Mỗi ayllu có một thủ lĩnh gọi là curaca (hay kuraqa). Họ sống trong những ngôi nhà lợp mái tranh có tường được xây bằng đá và bùn. Hầu hết trong nhà không có đồ đạc gì. Người Inca ngồi sinh hoạt và ngủ trên nền nhà. Thức ăn chính của người Inca là khoai tây. Họ đã sử dụng dép (sandal).
Trong cấu trúc xã hội của người Inca, người lãnh đạo tối cao của đất nước được gọi là Sapa Inca và vợ gọi là Coyas. Vị trí quyền lực thứ hai thuộc về các thầy tu tối cao và những người chỉ huy quân đội. Tiếp đến là bốn apo, những người chỉ huy quân đội của bốn vùng. Sau đó là những thầy tu ở các đền thờ, kiến trúc sư, quản lý, binh lính. Rồi đến những họa sĩ, nhạc sĩ,...

### Văn hoá-nghệ thuật

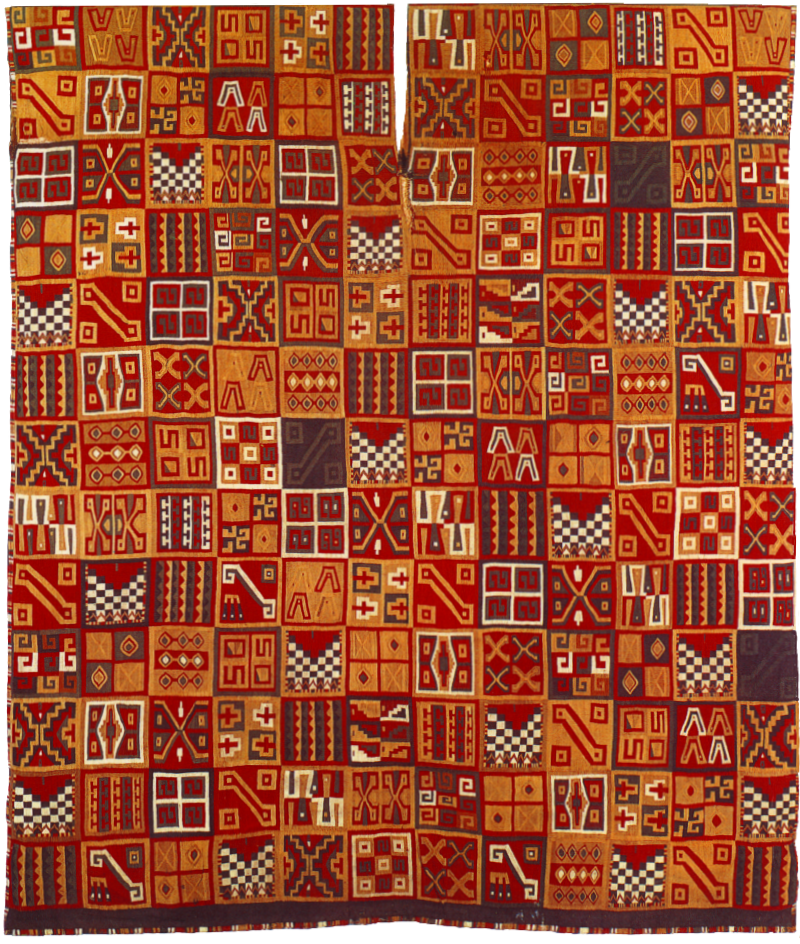
Hoa văn trên trang phục người Inca

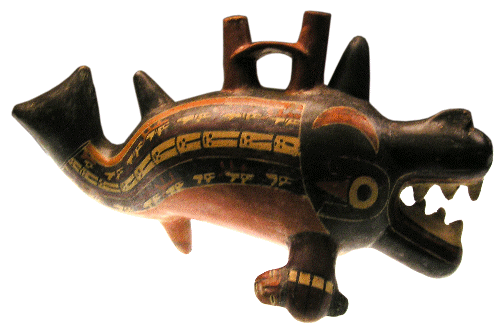
Đồ gốm của nền văn hóa Nazca

Vùng Cuzco (Peru ngày nay) được xem là trung tâm quyền lực của Đế chế Inca. Đế chế Inca được xem như một xã hội văn minh thời bấy giờ ở vùng Andes, họ đã biết làm thủy lợi, đồ gốm, làm nông nghiệp, kiến trúc cao, dệt và luyện sắt.
Nhờ biết luyện kim loại từ quặng nên người Inca đã biết chế ra nhiều loại nhạc cụ đa dạng từ kim loại. Một loại nhạc cụ như trumpet và các loại chuông; các loại nhạc cụ từ đồng và đàn đá. Âm nhạc của các cư dân Inca chủ yếu phục vụ các nghi lễ trang trọng.
Người Inca nổi tiếng về sự giàu có bởi họ có một số lượng lớn tiền và vàng, bạc, các loại đá quý được chế tạo tinh xảo và đa dạng. Quan niệm của người Inca về vàng như mồ hôi của Mặt Trời và với bạc là nước mắt của Mặt Trăng.

Một hầm mộ của người Inca

Nghề gốm của Inca đạt đến trình độ thẩm mỹ cao. Nhưng di vật còn lại đến ngày nay gây kinh ngạc các nhà khảo cổ bởi giá trị nghệ thuật cũng như tín ngưỡng của họ.
Nghề dệt vải và thảm của người Inca đạt một trình độ cao thời bấy giờ, những tấm khăn, thảm với những hoa văn sặc sỡ và chất liệu tân tiến.

### Đế chế Inca vàTây Ban Nha
Thực dân Tây Ban Nha xâm chiếm Nam Mỹ bắt đầu từ 1527 bởi Francisco Pizarro ở Nam Panama. Vào năm 1529, đội quân xâm lược được bổ sung đông đảo và thực hiện xâm chiếm vùng đất rộng lớn với nhiều chiến lợi phẩm vàng bạc. Pizarro tiếp tục tiến sâu và lãnh thổ của Inca khi được sự đồng ý của Hoàng gia Tây Ban Nha và phần thưởng cho Pizarro là chức Tổng trấn.
Năm 1532, lại một đợt tấn công sâu vào trung tâm Nam Mỹ, đi cùng với những bệnh tật của văn minh cựu lục địa như bệnh đậu mùa đã góp phần làm suy kiệt đế chế Inca.
Pizarro với một lực lượng không lấy làm gì mạnh; khoảng 180 tay súng, 1 cannon và 27 ngựa, ông luôn luôn tìm kiếm những thỏa hiệp với lực lượng hùng mạnh Inca. Đầu tiên ông thương lượng với người Inca về một cuộc chiến khác với một tiểu bộ lạc, gần Guayaquil, Ecuador ngày nay; tháng 7 năm 1532, Pizarro tiến vào thành phố của bộ tộc Piura. Hernando de Soto được cử đi thám thính lục địa Nam Mỹ sau đó ông nhận được sự đồng ý gặp mặt với thủ lĩnh Inca, Atahualpa, một người đã thắng trong một cuộc nội chiến với người anh trai của mình trước đó đang đóng quân ở Cajamarca với 80.000 chiến binh.
Pizarro đến gặp mặt thủ lĩnh Inca, với một đoàn tùy tùng kiêm tốn, yêu cầu phía Inca phải cải sang đạo Cơ Đốc. Atahualpa cầm quyển Kinh thánh và ném xuống sàn nhà, cùng với yêu sách của Tây Ban Nha như một lời thách đấu, thông qua một số người phiên dịch, Atahualpa khẳng định rằng ông không muốn hiểu những gì trong cuốn sách kia. Quân Tây Ban Nha đã tấn công đoàn tùy tùng của thủ lĩnh Inca và bắt sống Atahualpa.
Atahualpa đã ra giá chuộc tự do cho mình với người Tây Ban Nha bằng số vàng nhét đầy căn phòng đang giam giữ ông, cùng với hai lần số lượng bạc. Những người Inca đã đáp ứng đủ số của cải để chuộc, nhưng Pizarro đã bội ước những người Inca. Trong khi Atahualpa đang bị giam giữ thì Huascar đã bị ám sát. Những người Tây Ban Nha duy trì sự giam giữ Atahualpa như một sự cung cấp các đòi hỏi của họ; và cuối cùng, khi sự chu cấp cạn kiệt cũng là lúc người Tây Ban Nha kết thúc sự sống của Atahualpa, tháng 8 năm 1533.
Thực dân Tây Ban Nha đưa anh trai của Atahualpa là Manco Inca Yupanqui lên ngôi Inca; Manco không thể hiểu được những âm mưu của Pizarro cũng như vai trò bù nhìn của mình nên thủ đô Cuzco rơi vào tay những người Tây Ban Nha năm 1536. Manco thất thủ và rút lui lên vùng núi của Vilcabamba, trong khi người kế vị và Manco kéo dài thêm được 36 năm, thì người Tây Ban Nha khuyến khích những người nổi dậy chống đối. Năm 1572 pháo đài cuối cùng của Inca, đang được nắm giữ bởi Túpac Amaru, con trai của Manco, bị phát hiện và người Tây Ban Nha đánh chiếm, nền văn minh Inca sụp đổ.